# Eembrug (Amersfoort)
De Eembrug, ook wel Zaagmolenbrug genoemd, is een brug in de Nederlandse stad Amersfoort, in 1954 ontworpen door de architect David Zuiderhoek. In het bakstenen ontwerp is het stadswapen van Amersfoort opgenomen. De brug verbindt de Brabantsestraat met de buurten Jericho en Jeruzalem. Naast de brug is in de jaren 1950 een tankstation gebouwd.